# 엠마우스 니코폴리스
엠마우스 니코폴리스(Emmaus Nicopolis)는 이스라엘의 고대 도시이다.

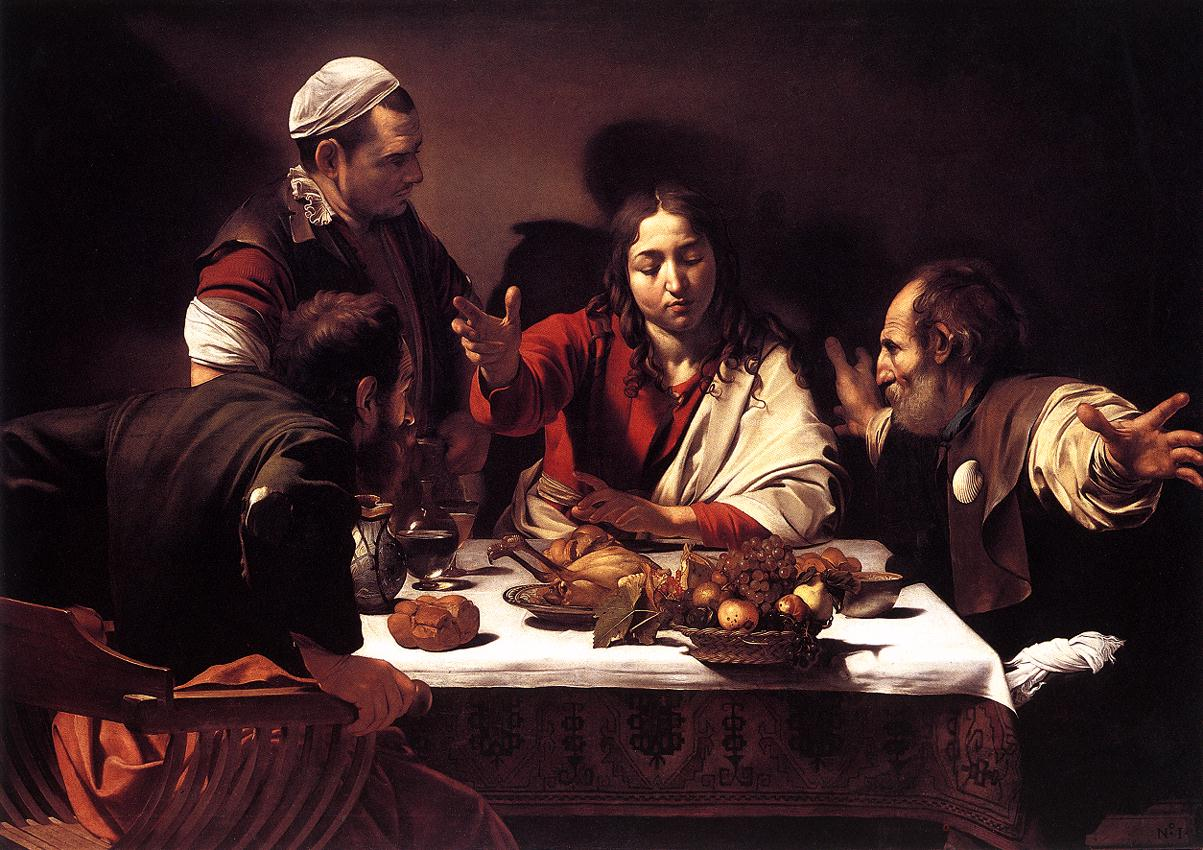
《엠마우스의 만찬》 (카라바조, 1601년)

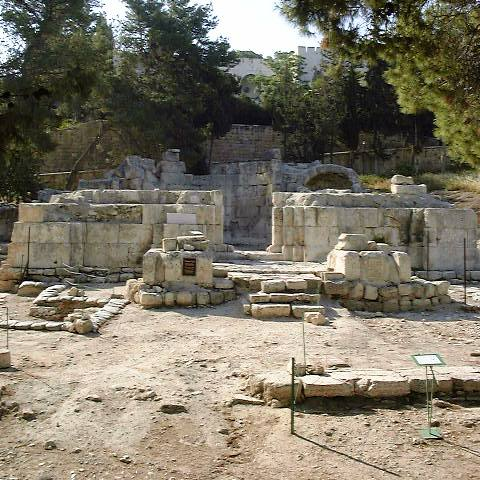
The Byzantine Basilica of Emmaus Nicopolis (5th-7th c. AD), restored by Crusaders during the 12th c.